# Spenglerův pohár 2015
Spenglerův pohár 2015 byl 89. ročníkem soutěže hokejových klubů, která probíhala od 26. do 31. prosince 2015 ve švýcarském Davosu. Účastnilo se jí šest celků (pět evropských klubů a výběr Kanady složený z hokejistů hrajících v evropských ligách), které byly rozděleny do dvou skupin po třech. Jedna byla pojmenovaná po Richardu Torrianim, druhá po Hansi Cattinim. Ve skupinách se celky utkaly systémem každý s každým. Druhý z jedné skupiny se následně utkal ve čtvrtfinále se třetím ze druhé skupiny a naopak. Vítězové těchto dvou soubojů postoupili do semifinále, v němž narazili na vítěze základních skupin. Vítězové semifinále se utkali ve finále.
Ročník 2015 vyhrál tým Kanady, pro nějž to byl 13. triumf na Spenglerově poháru.

## Účastníci turnaje
- HC Davos (hostitel)
- HC Lugano
- Kanada (tým složený z Kanaďanů hrajících v Evropě)
- Adler Mannheim
- Avtomobilist Jekatěrinburg
- Jokerit Helsinky

## Zápasy

### Torrianiho skupina
| Tým              | Záp. | V | VP | PP | P | VG | OG | B | Poznámka              |
| ---------------- | ---- | - | -- | -- | - | -- | -- | - | --------------------- |
| HC Lugano        | 2    | 1 | 0  | 0  | 1 | 10 | 9  | 3 | postup do semifinále  |
| Jokerit Helsinky | 2    | 1 | 0  | 0  | 1 | 9  | 9  | 3 | postup do čtvrtfinále |
| Adler Mannheim   | 2    | 1 | 0  | 0  | 1 | 8  | 9  | 3 | postup do čtvrtfinále |

- HC Lugano – Adler Mannheim 6:3[2]
- Jokerit Helsinky – Adler Mannheim 3:5[3]
- HC Lugano – Jokerit Helsinky 4:6[4]

### Cattiniho skupina
| Tým                        | Záp. | V | VP | PP | P | VG | OG | B | Poznámka              |
| -------------------------- | ---- | - | -- | -- | - | -- | -- | - | --------------------- |
| Kanada                     | 2    | 2 | 0  | 0  | 0 | 4  | 1  | 6 | postup do semifinále  |
| Avtomobilist Jekatěrinburg | 2    | 1 | 0  | 0  | 1 | 6  | 3  | 3 | postup do čtvrtfinále |
| HC Davos                   | 2    | 0 | 0  | 0  | 2 | 1  | 7  | 0 | postup do čtvrtfinále |

- Avtomobilist Jekatěrinburg – Kanada 1:2[5]
- HC Davos – Avtomobilist Jekatěrinburg 1:5[6]
- Kanada – HC Davos 2:0[7]

### Čtvrtfinále
- Jokerit Helsinky – HC Davos 4:5 po prodloužení[8]
- Avtomobilist Jekatěrinburg – Adler Mannheim 3:1[9]

### Semifinále
- Kanada – HC Davos 6:5[10]
- HC Lugano – Avtomobilist Jekatěrinburg 3:0[11]

### Finále
- Kanada – HC Lugano 4:3[12]